# Дубовий гай з природною водоймою (Київ)
Дубовий гай з природною водоймою  — ботанічна пам'ятка природи місцевого значення у місті Києві. Розташована на Берестейському проспекті, 86 (поруч зі станцією метро Нивки).
Залишки корінного деревостану, представленого високобонітетним дубово-грабовим насадженням. Площа — 1,8 га.
Об'єкту наданий статус рішенням Київської міської ради від 24.10.2002 р. № 96/256.
Призначення: збереження, охорона і використання в естетичних, виховних, природоохоронних, наукових та оздоровчих цілях найвизначніших та найцінніших зразків паркового будівництва.
У Дубовому гаю бере свій початок річка Сирець.

## Галерея

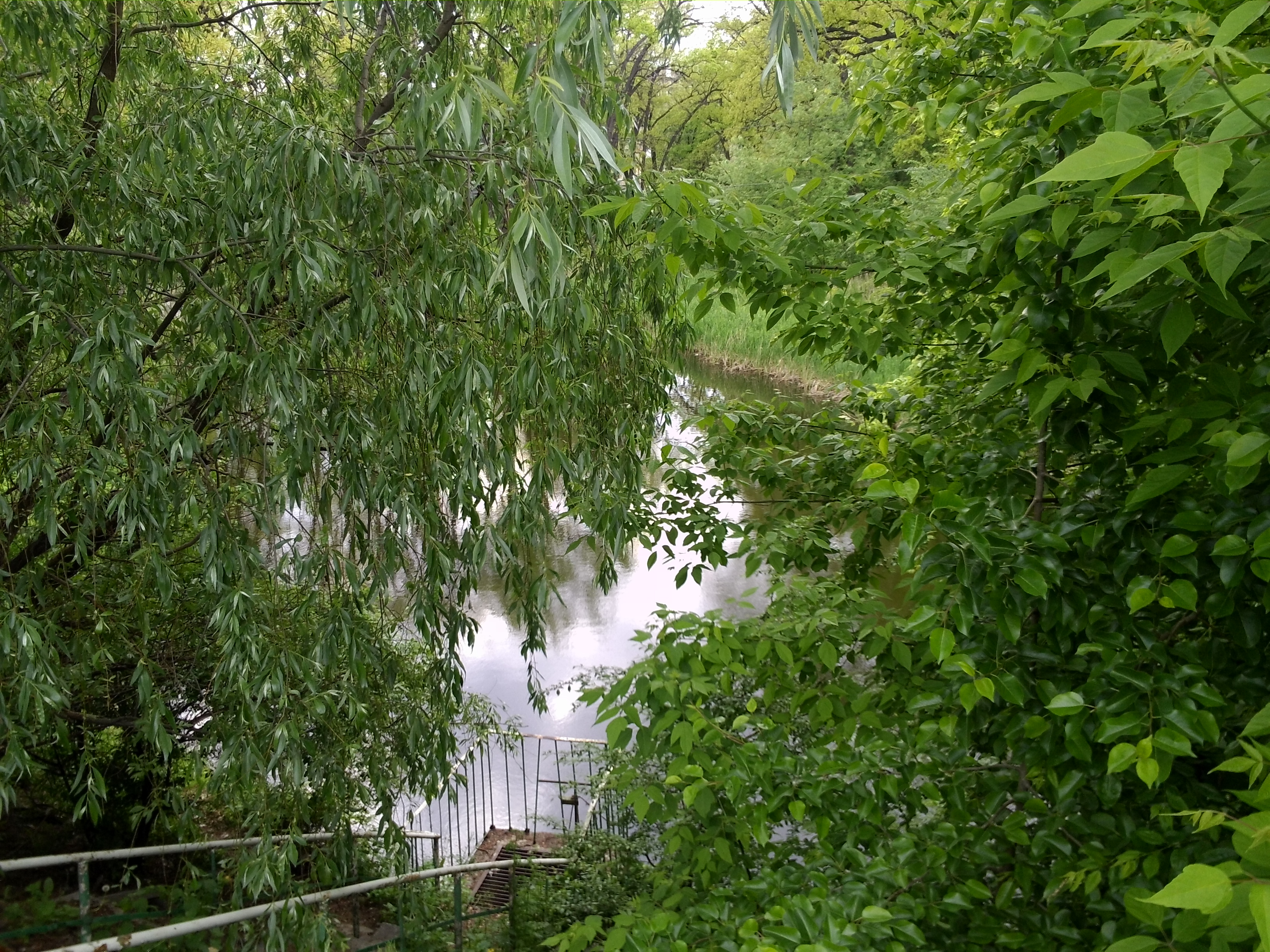
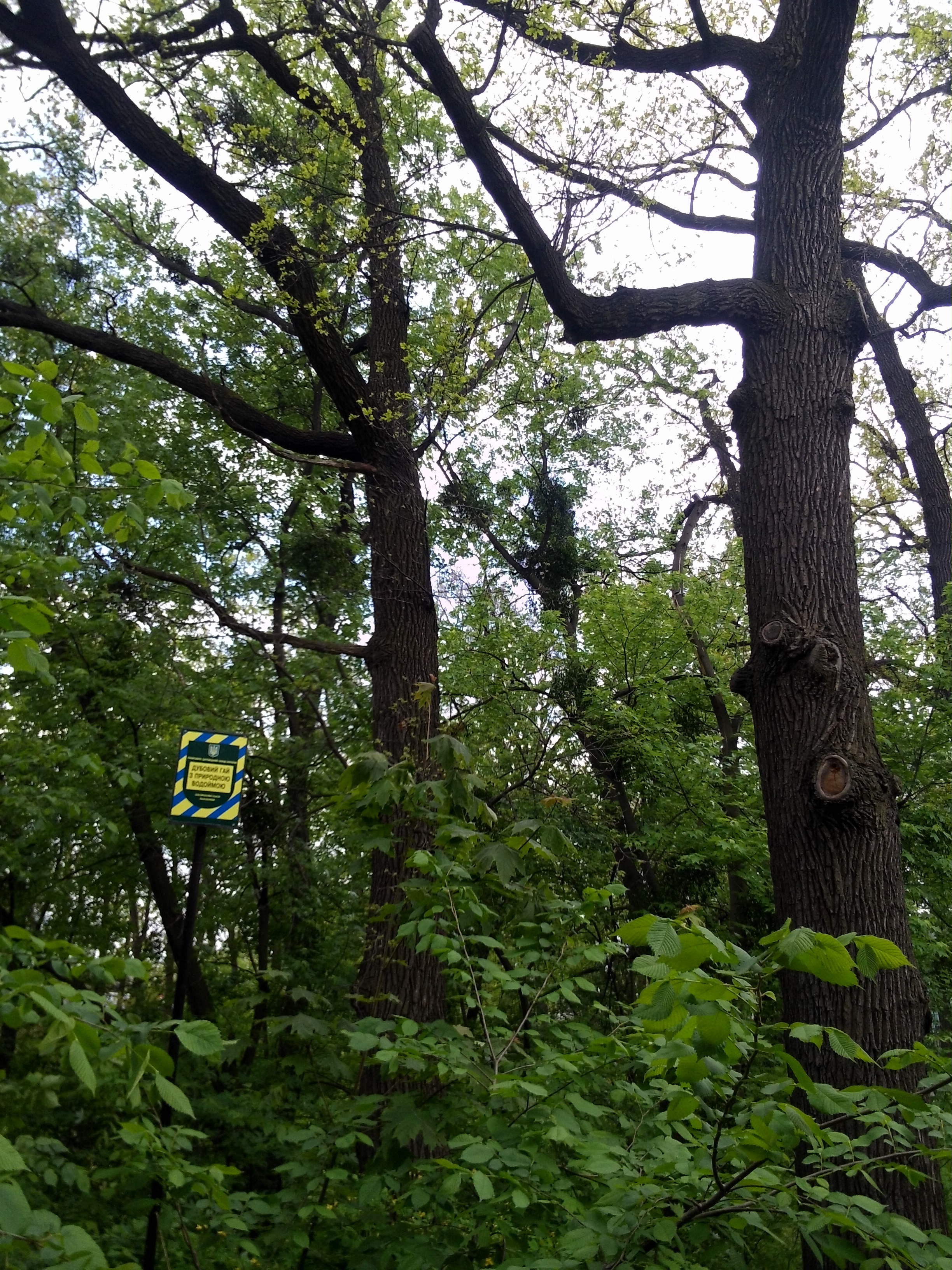
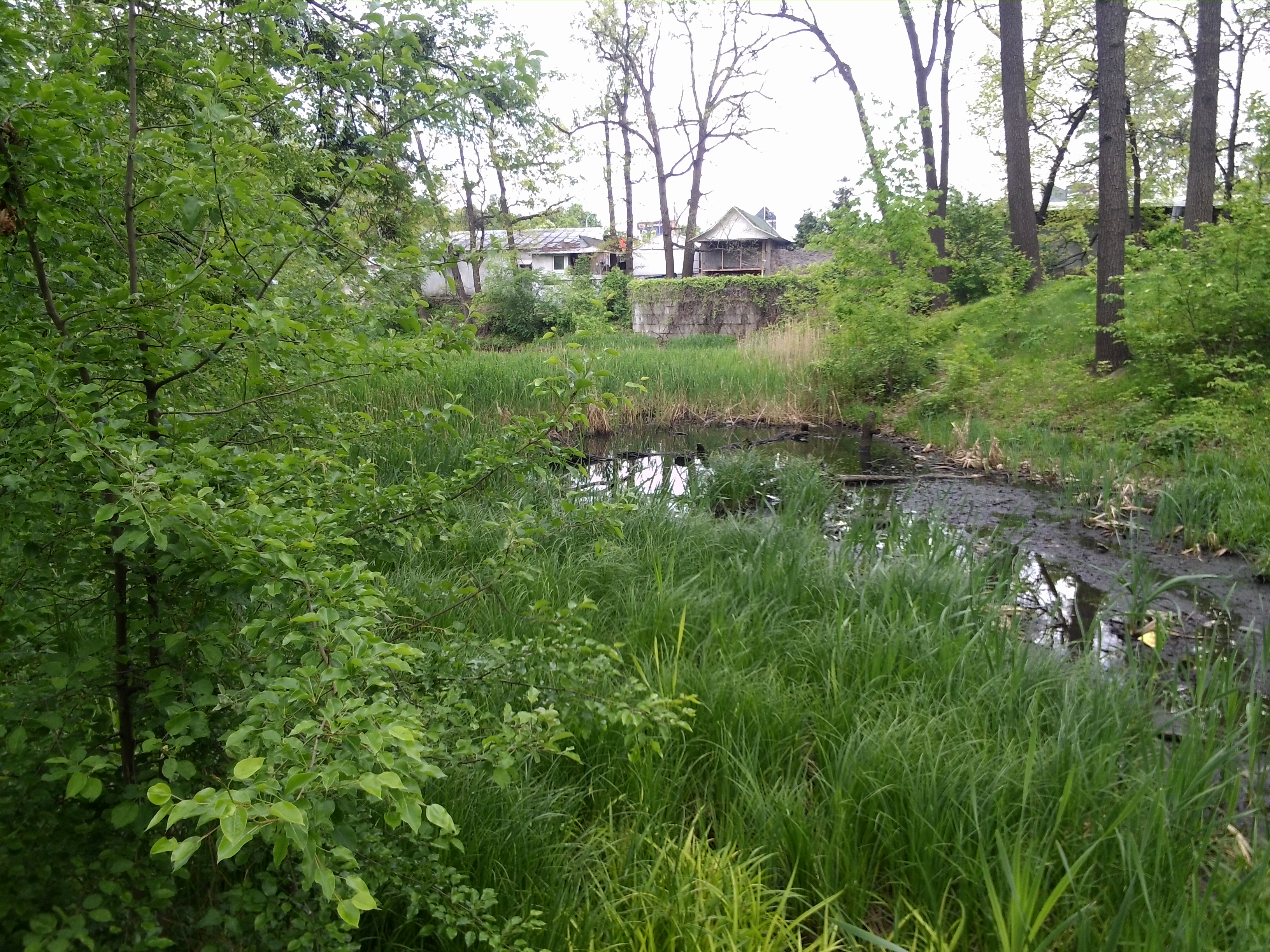
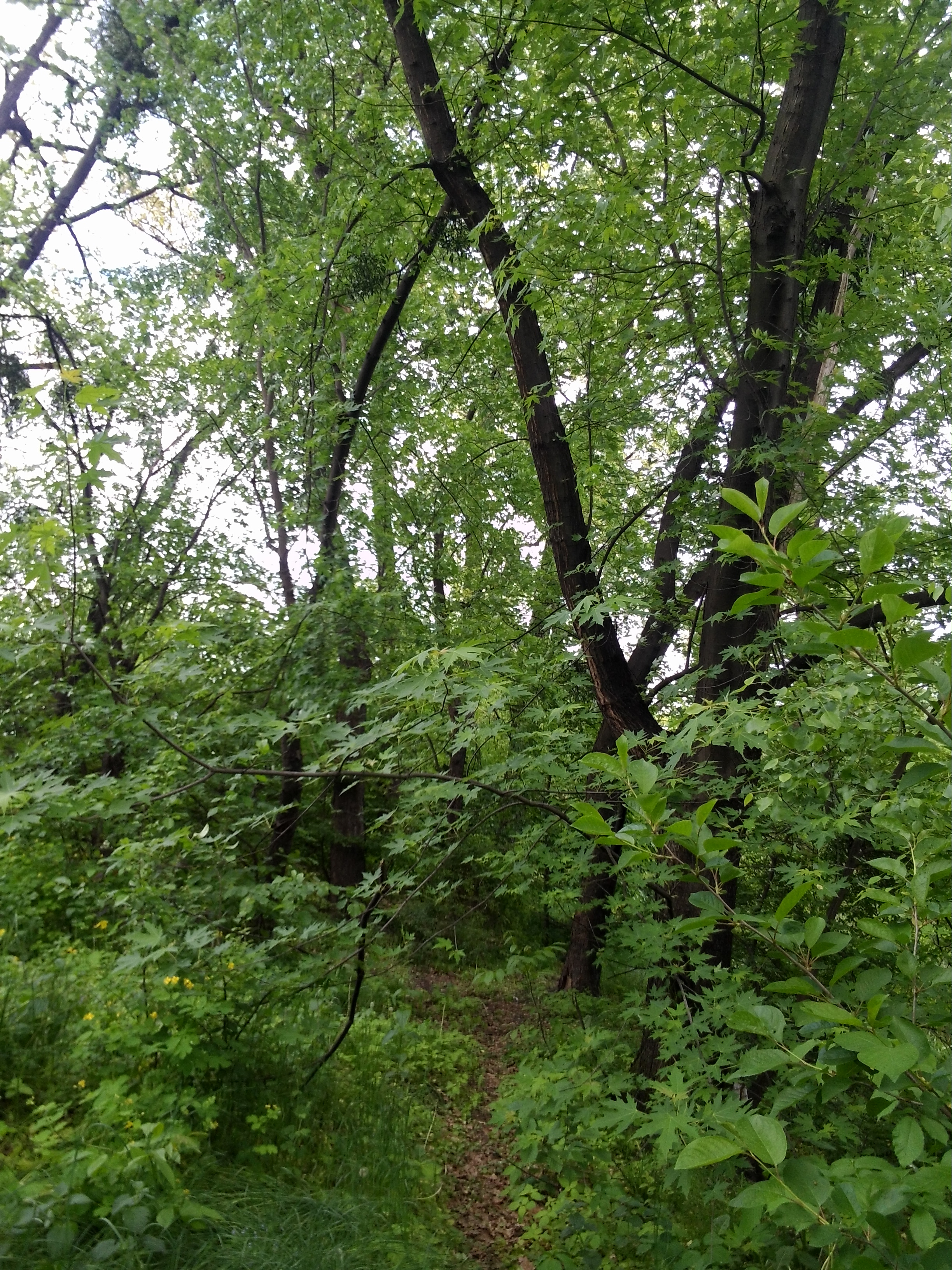
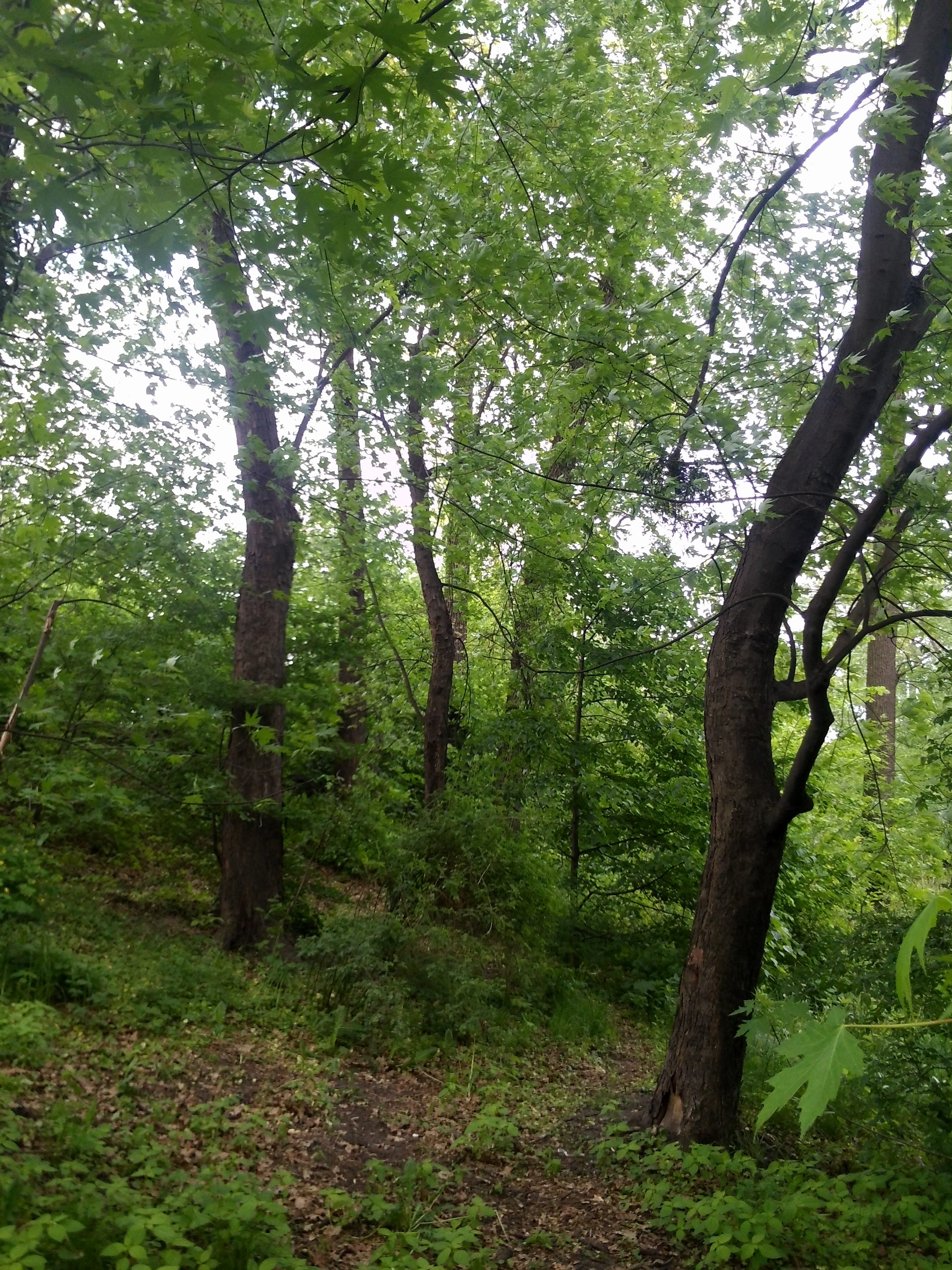
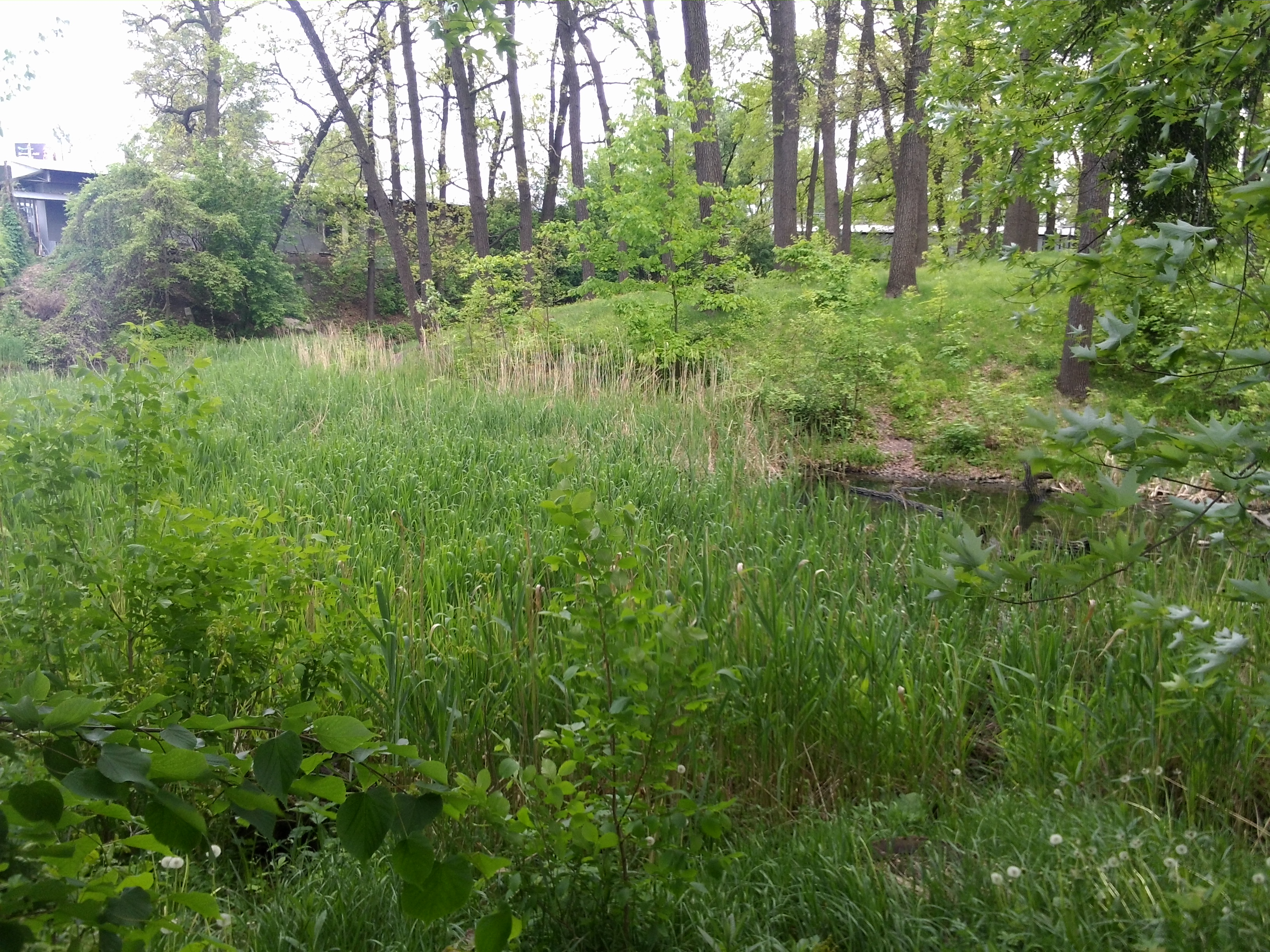
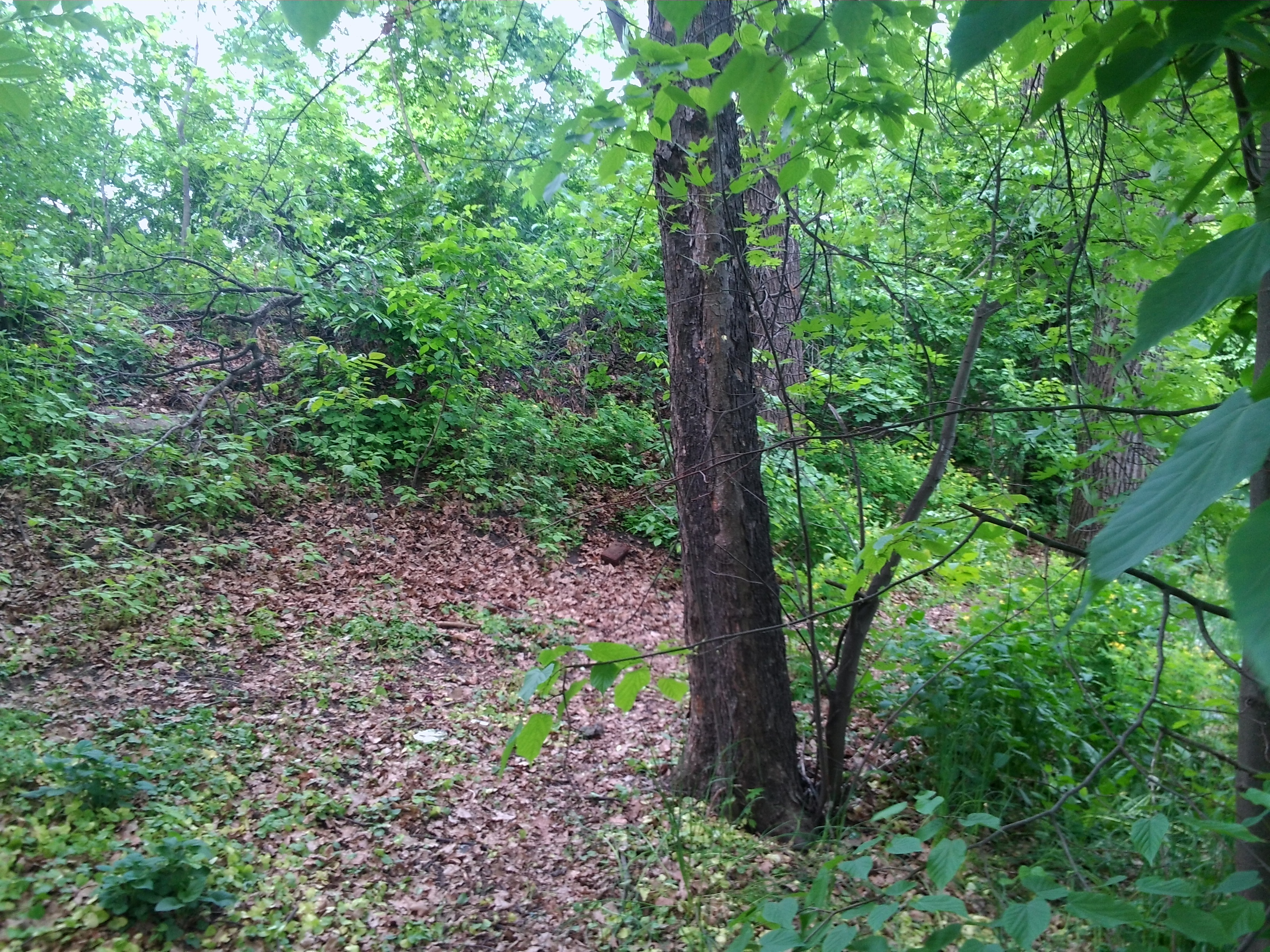
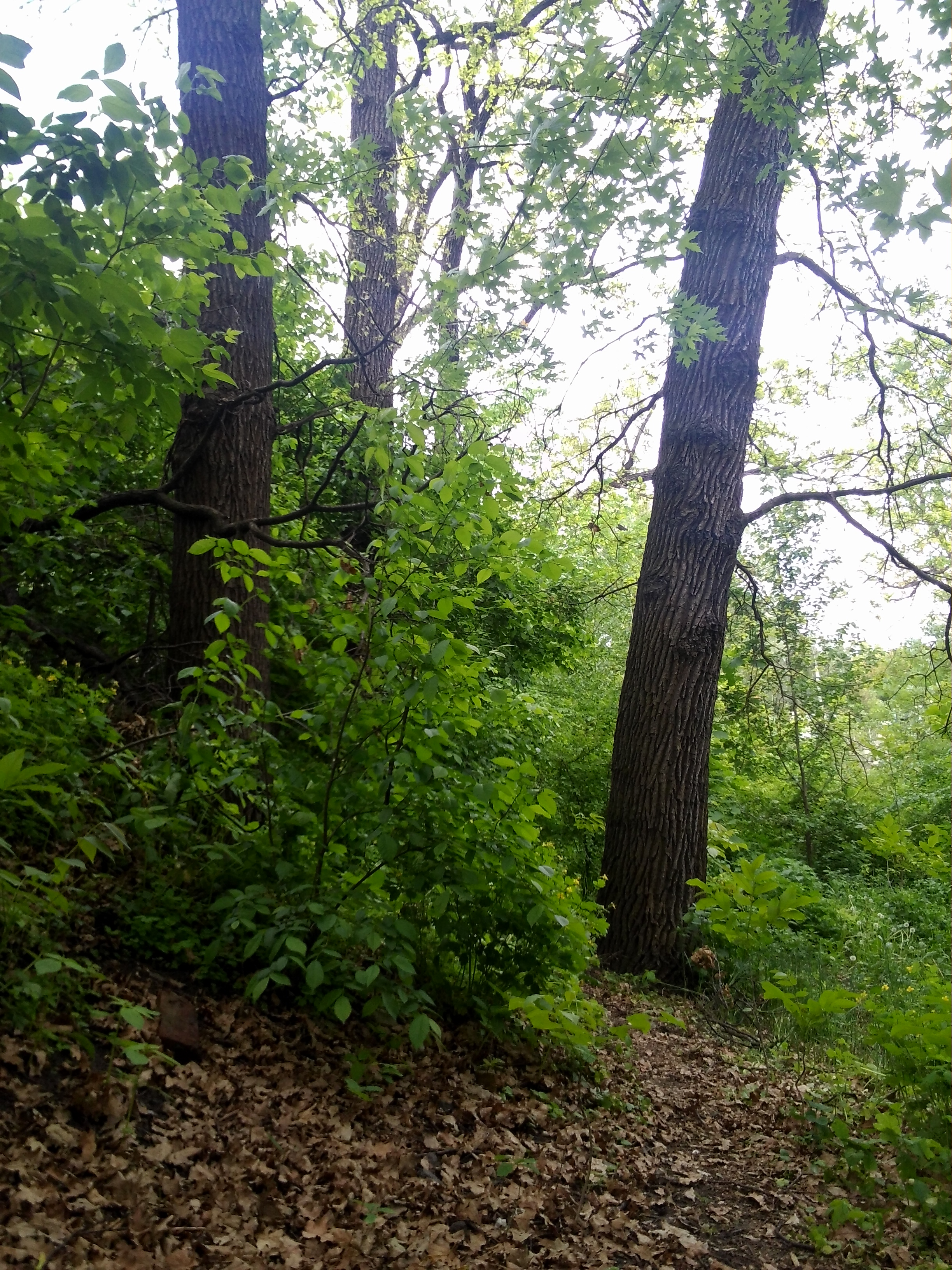
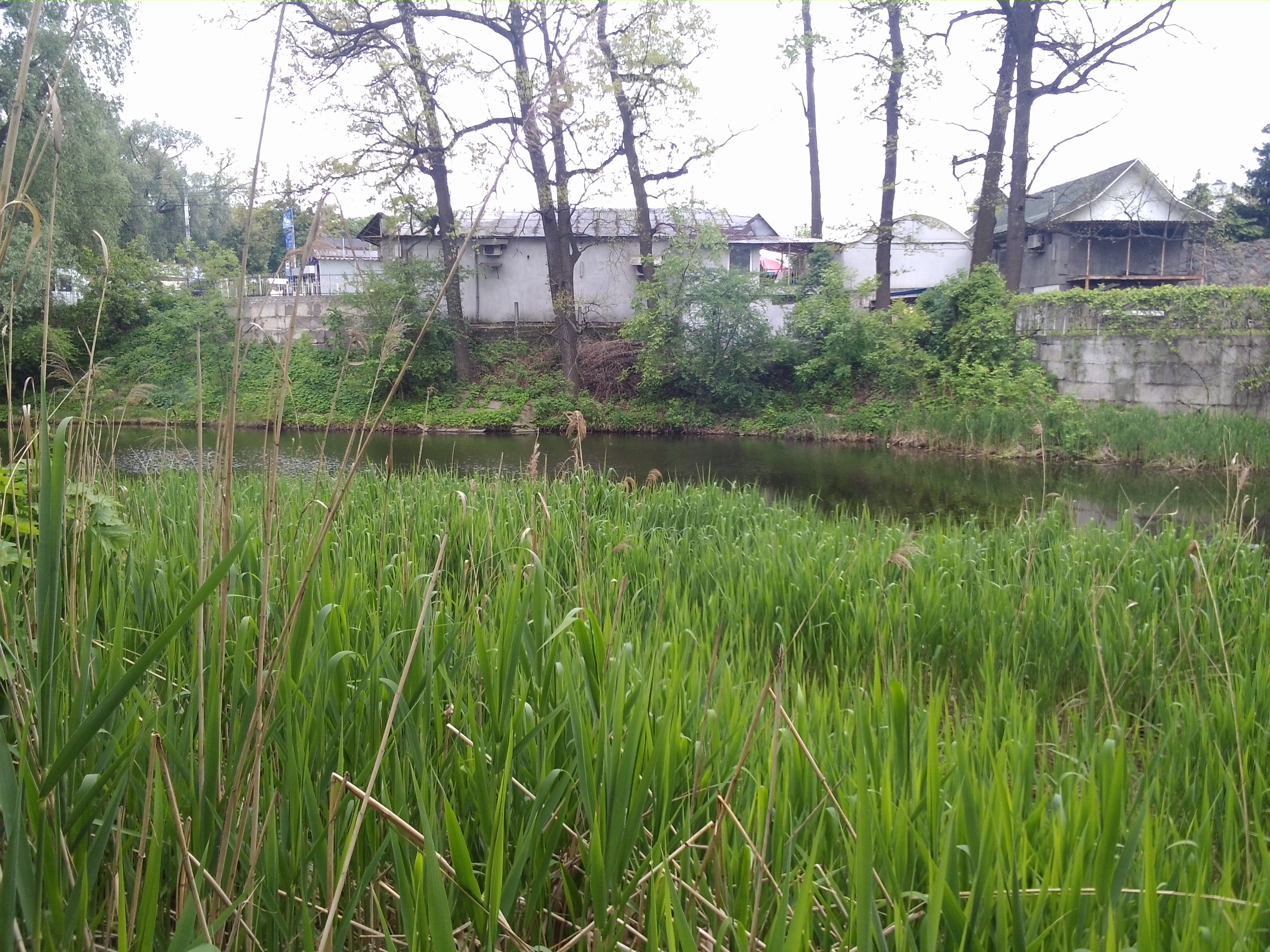
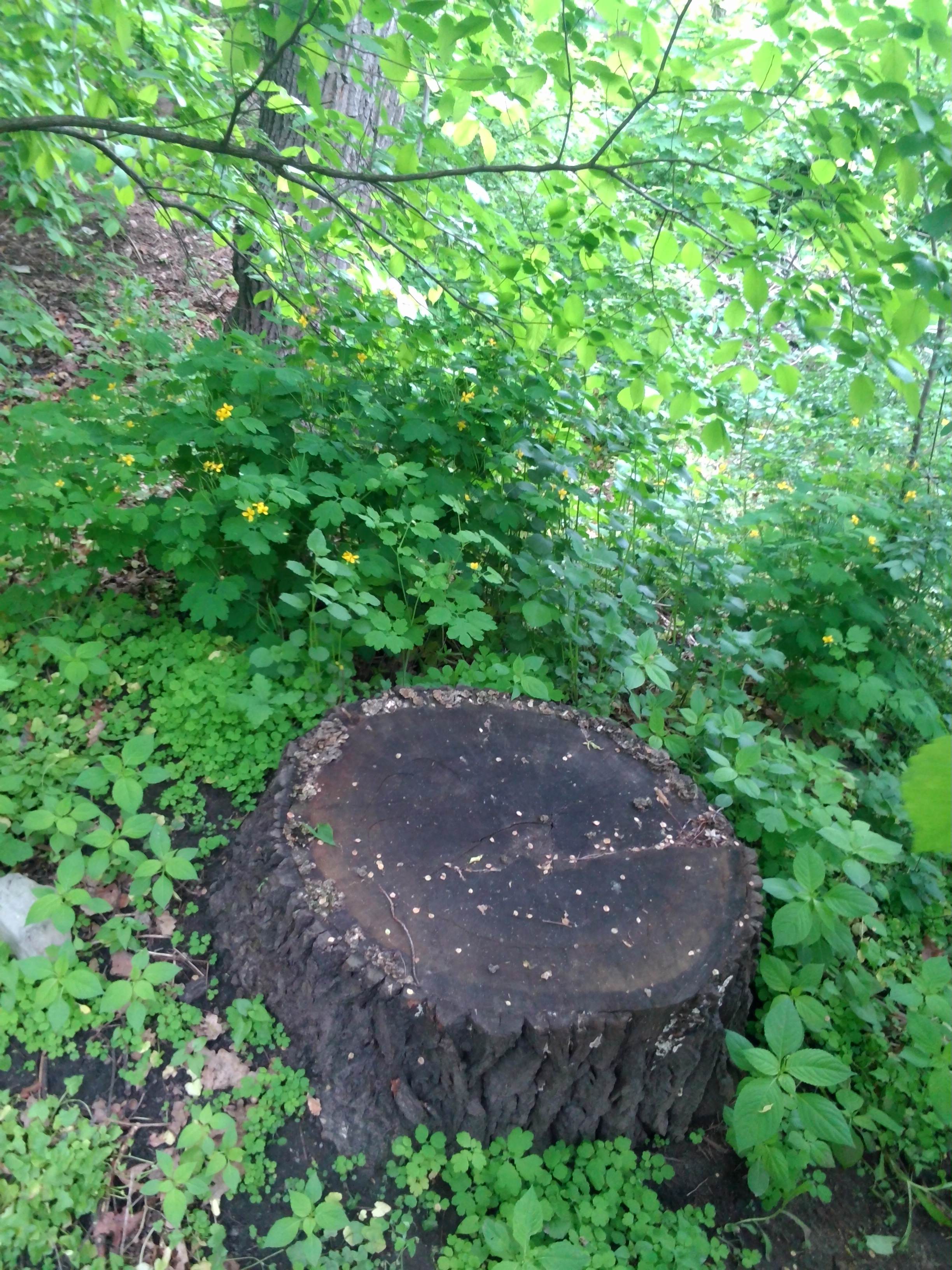
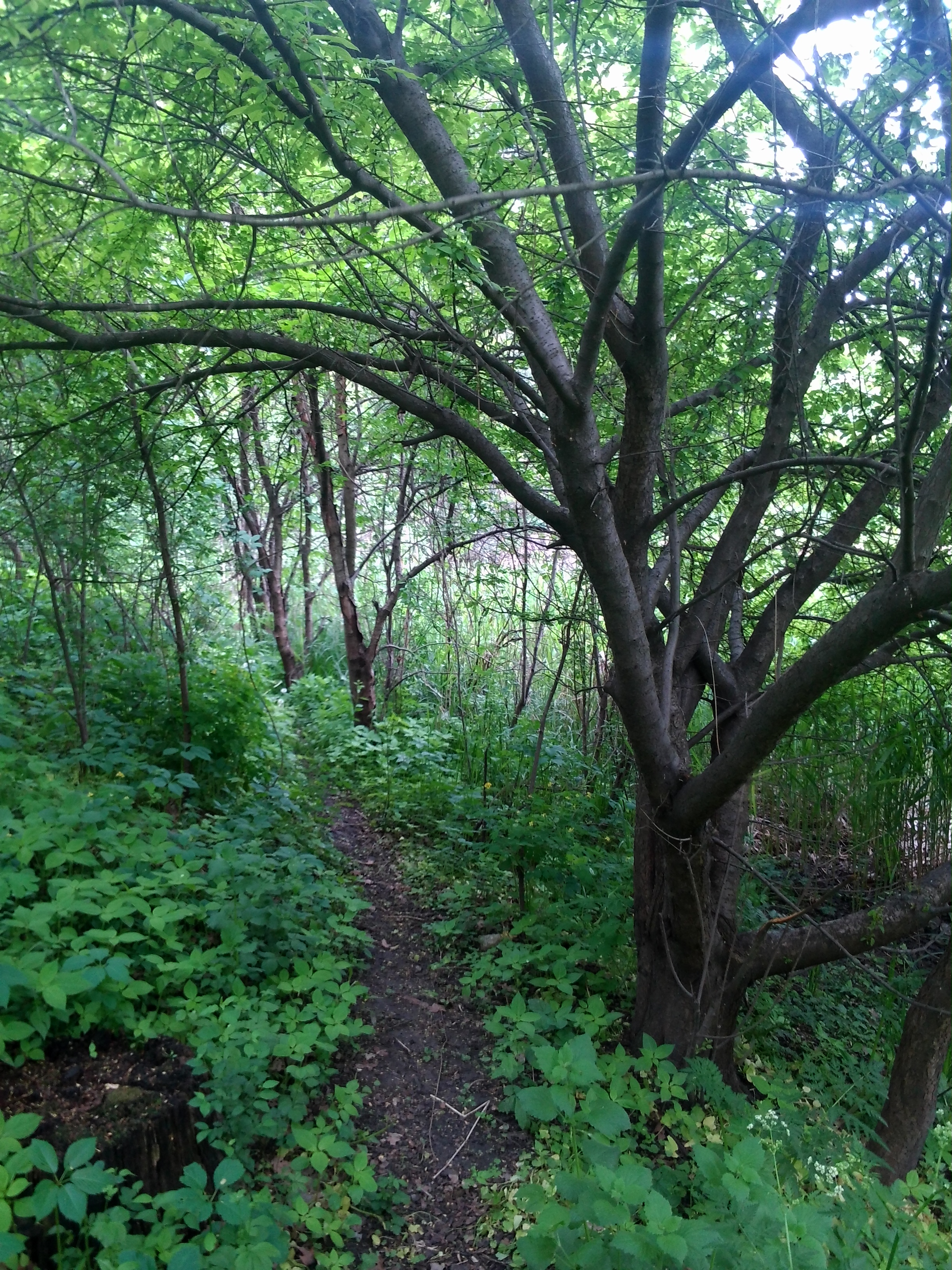
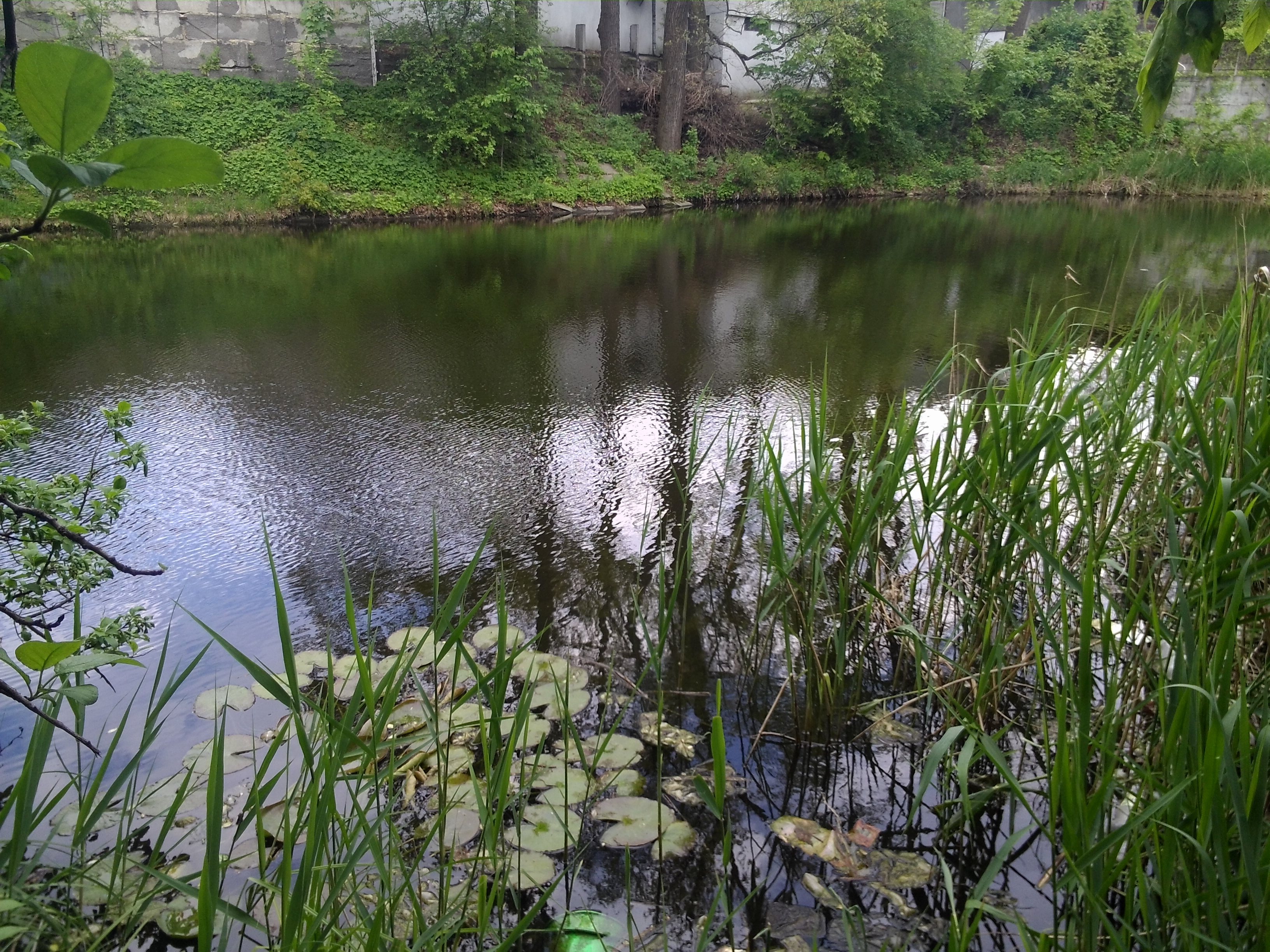
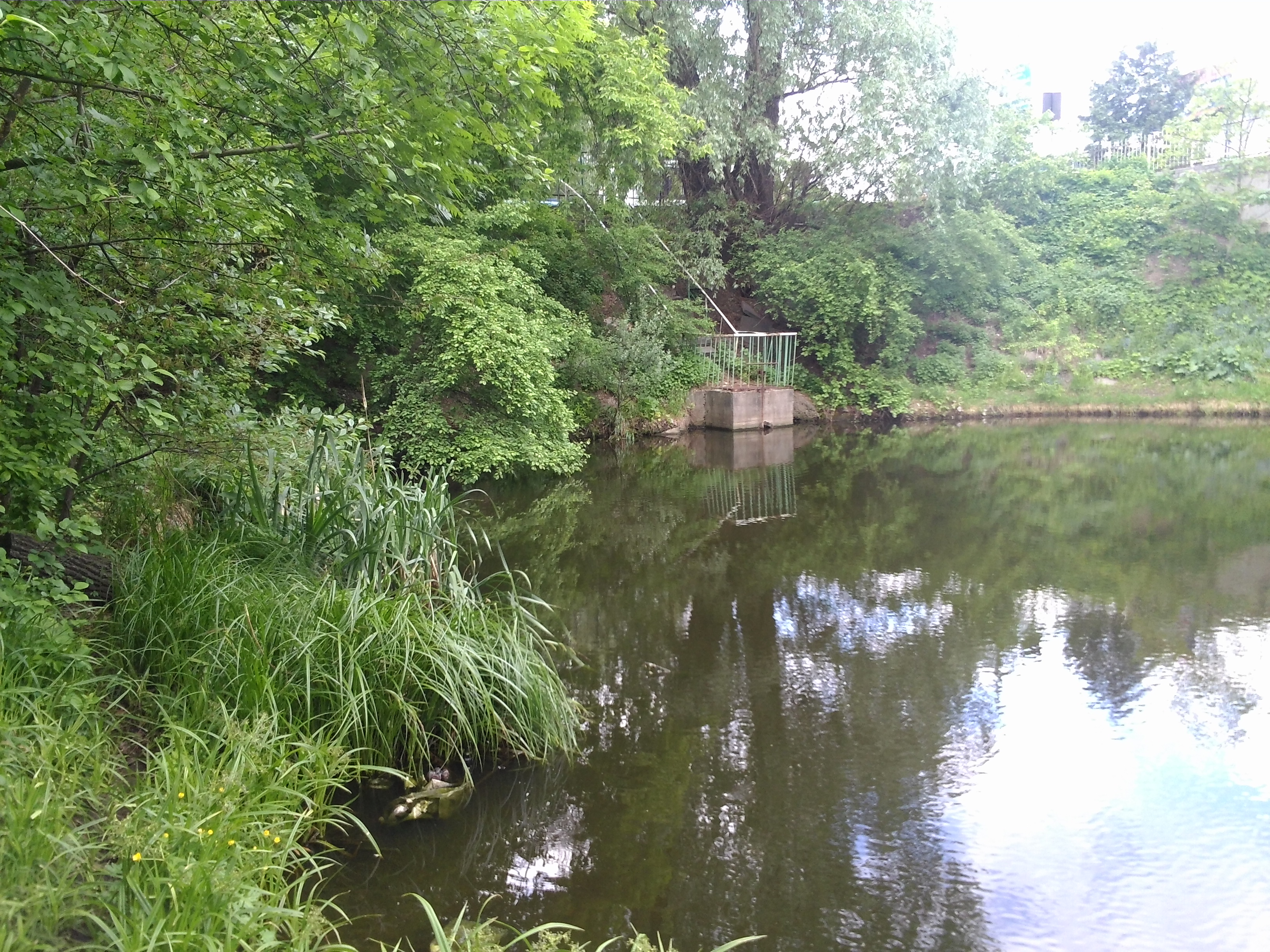
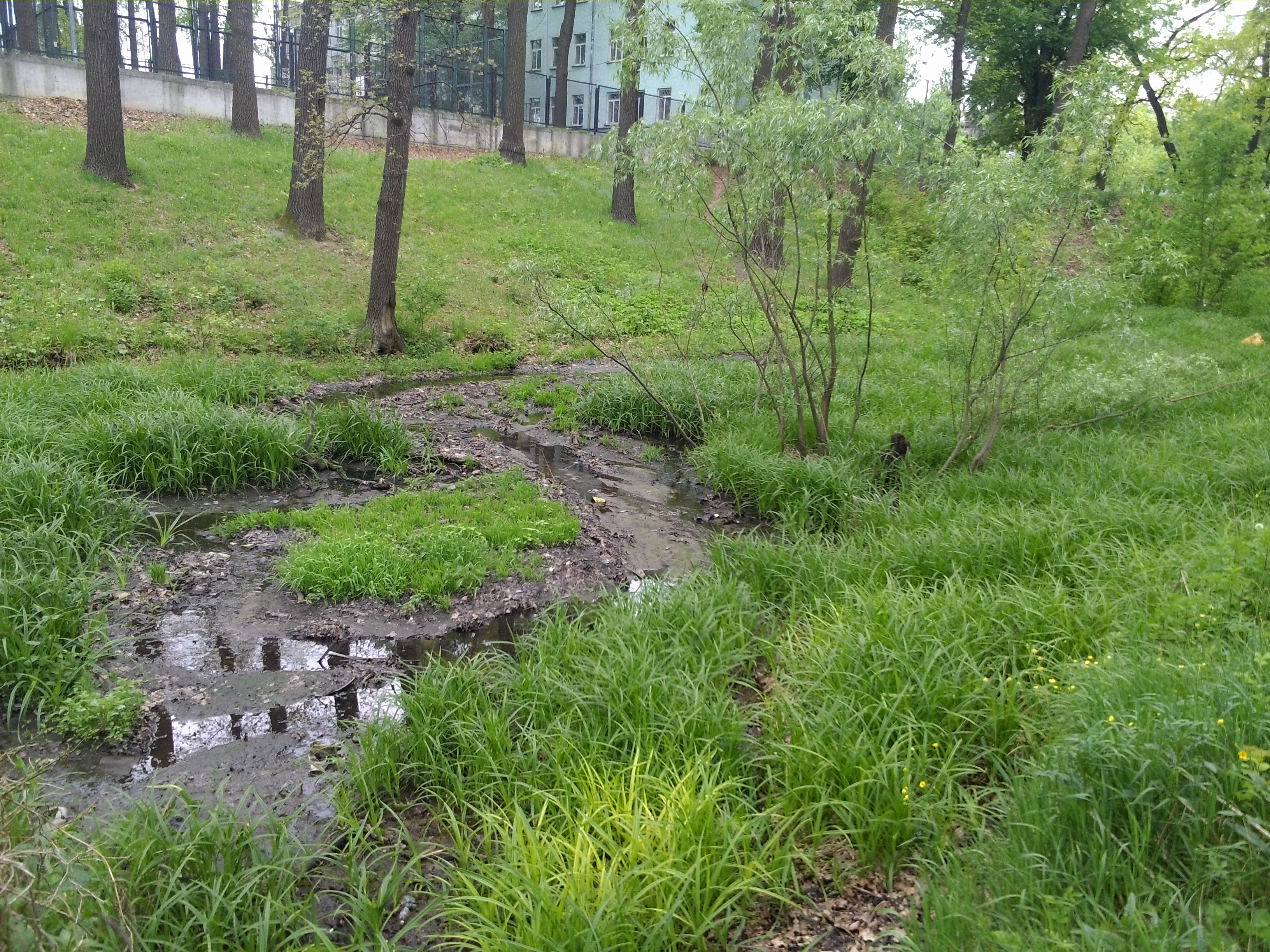
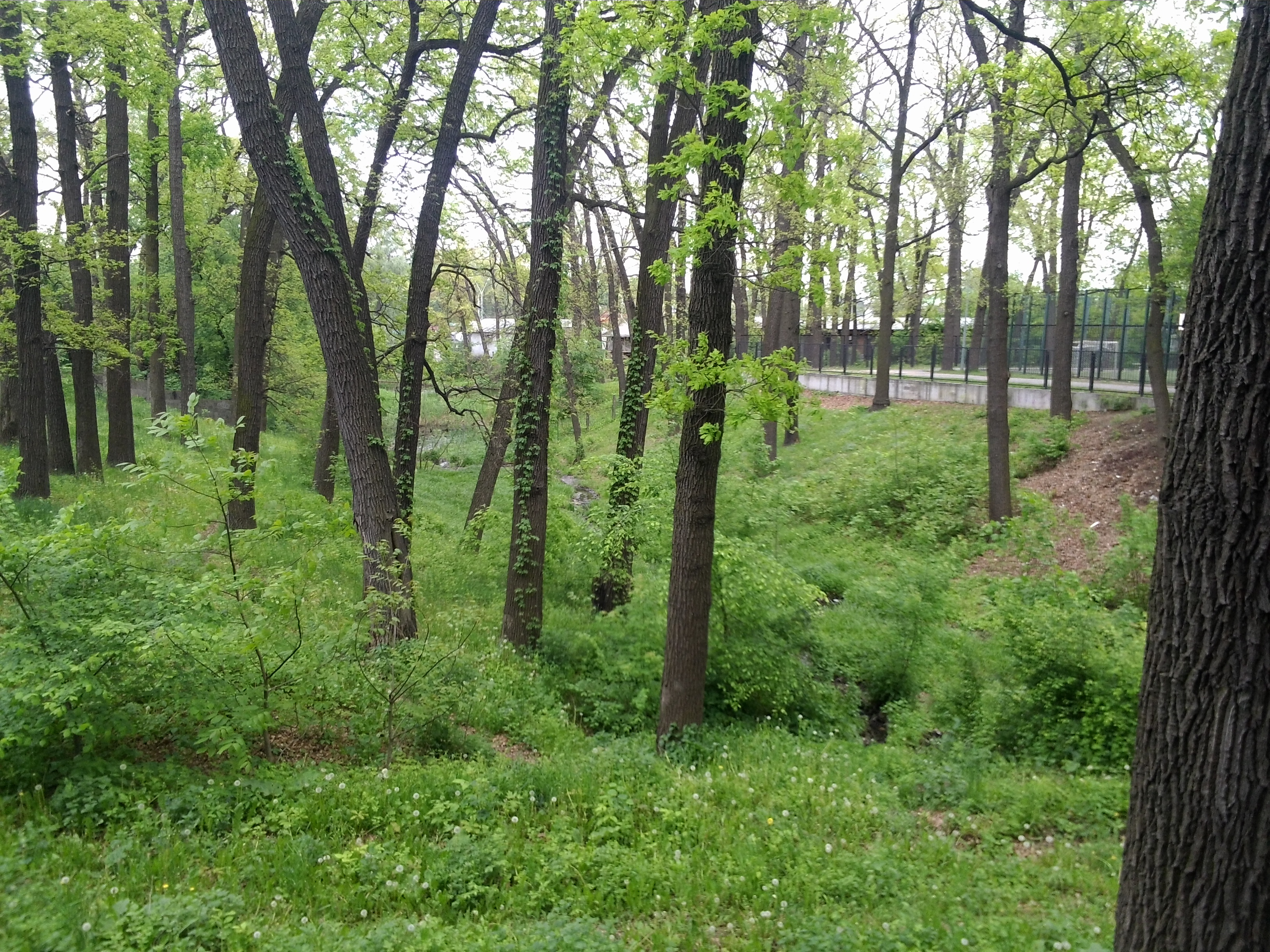
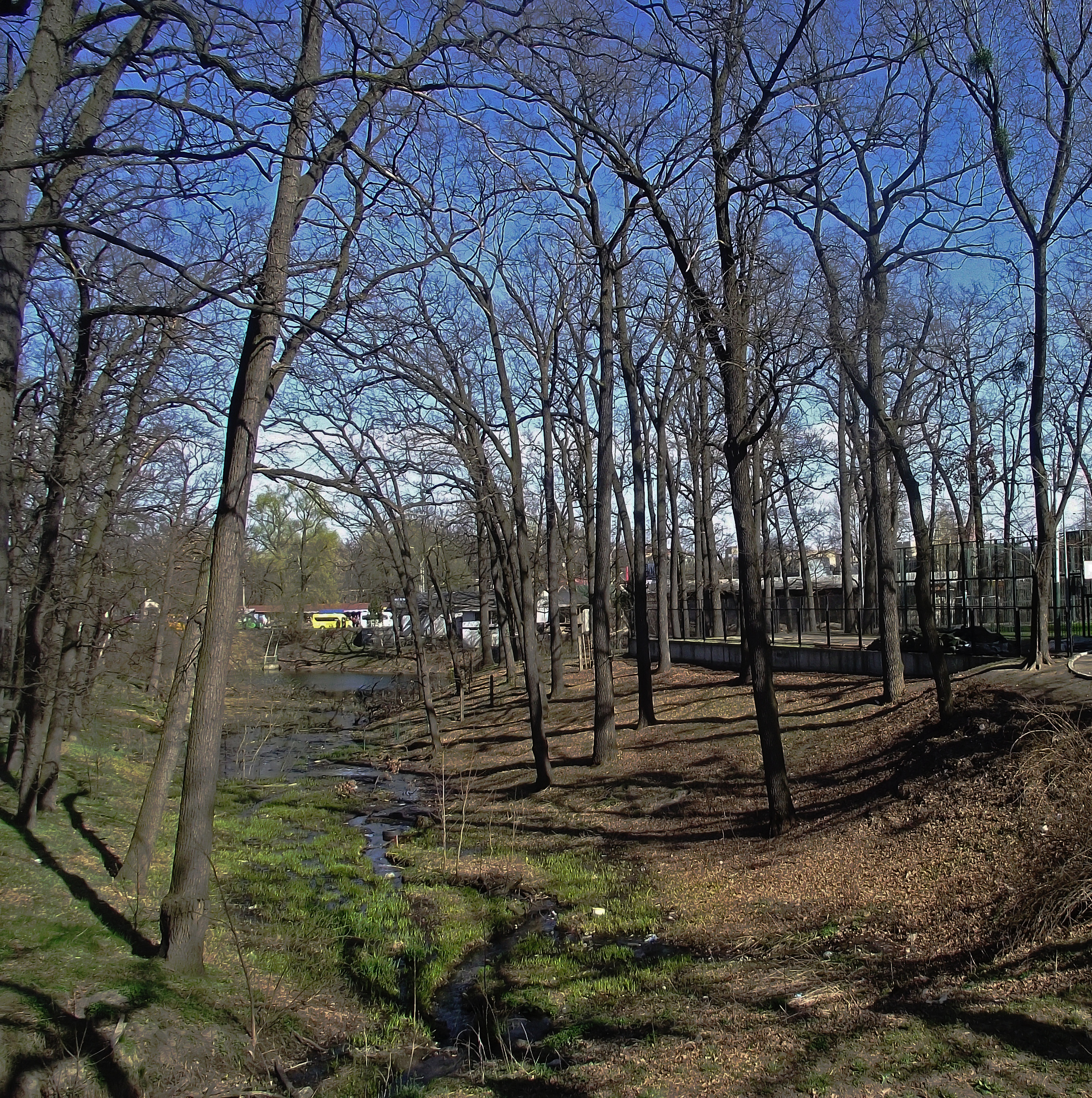
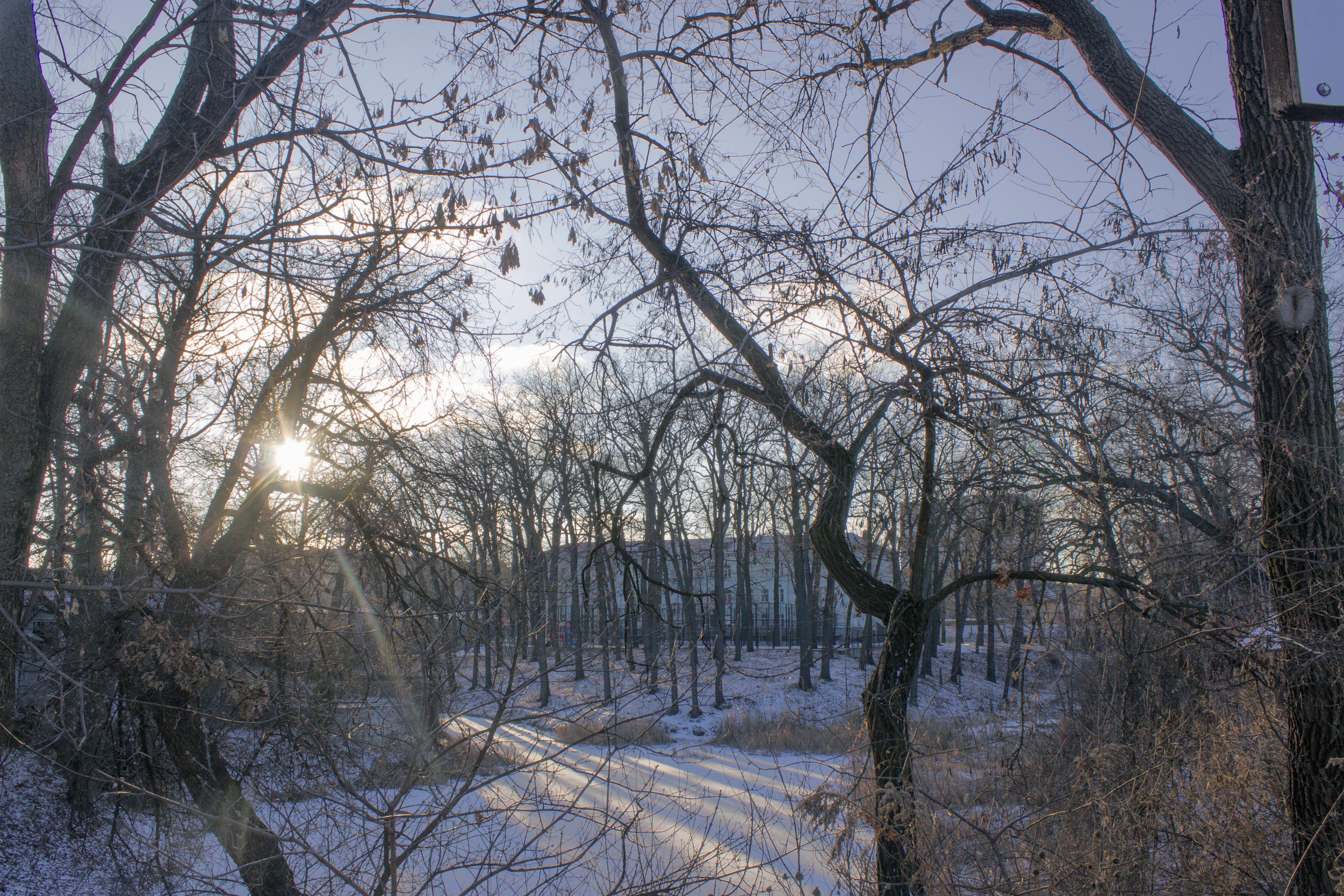
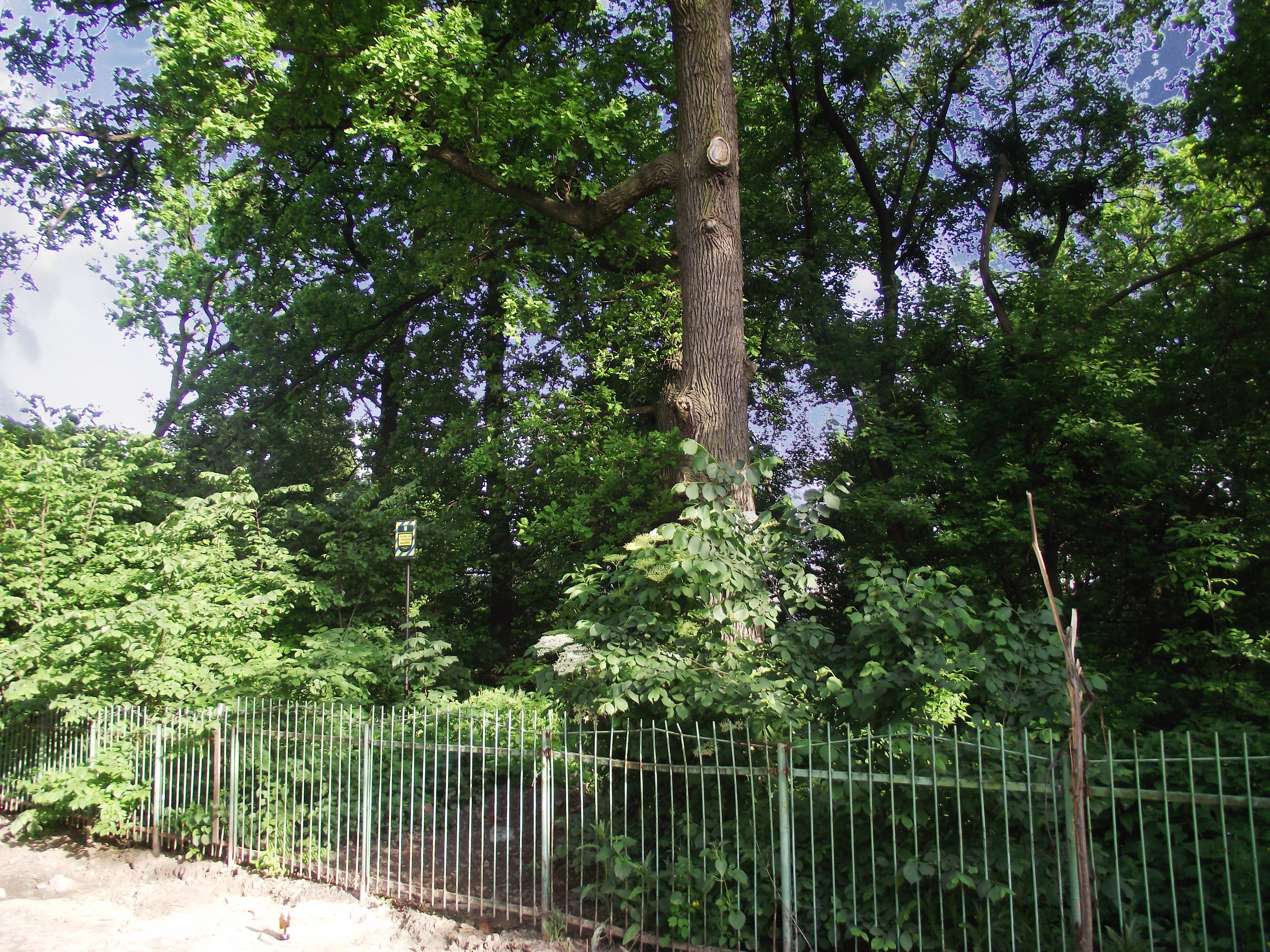
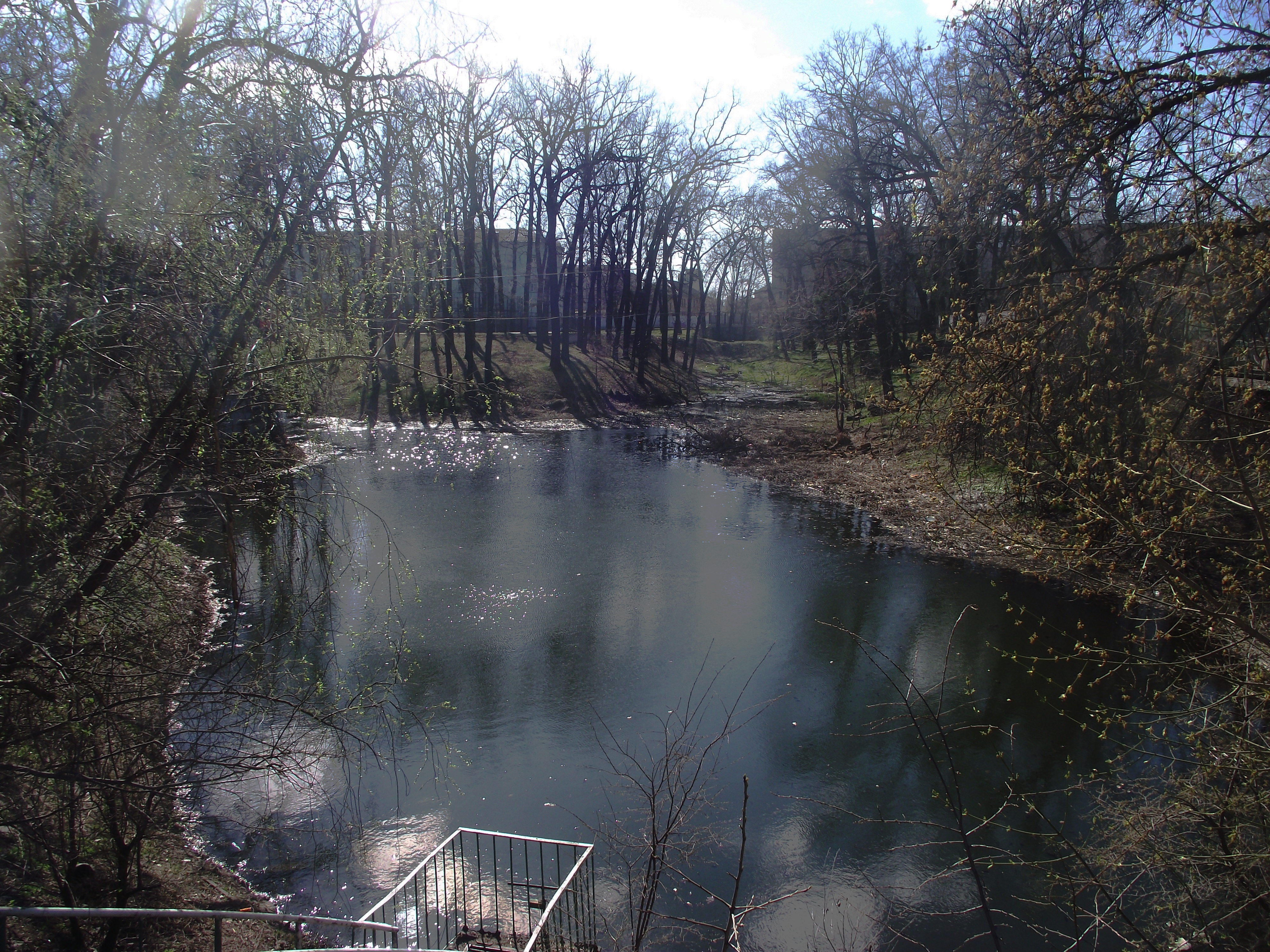
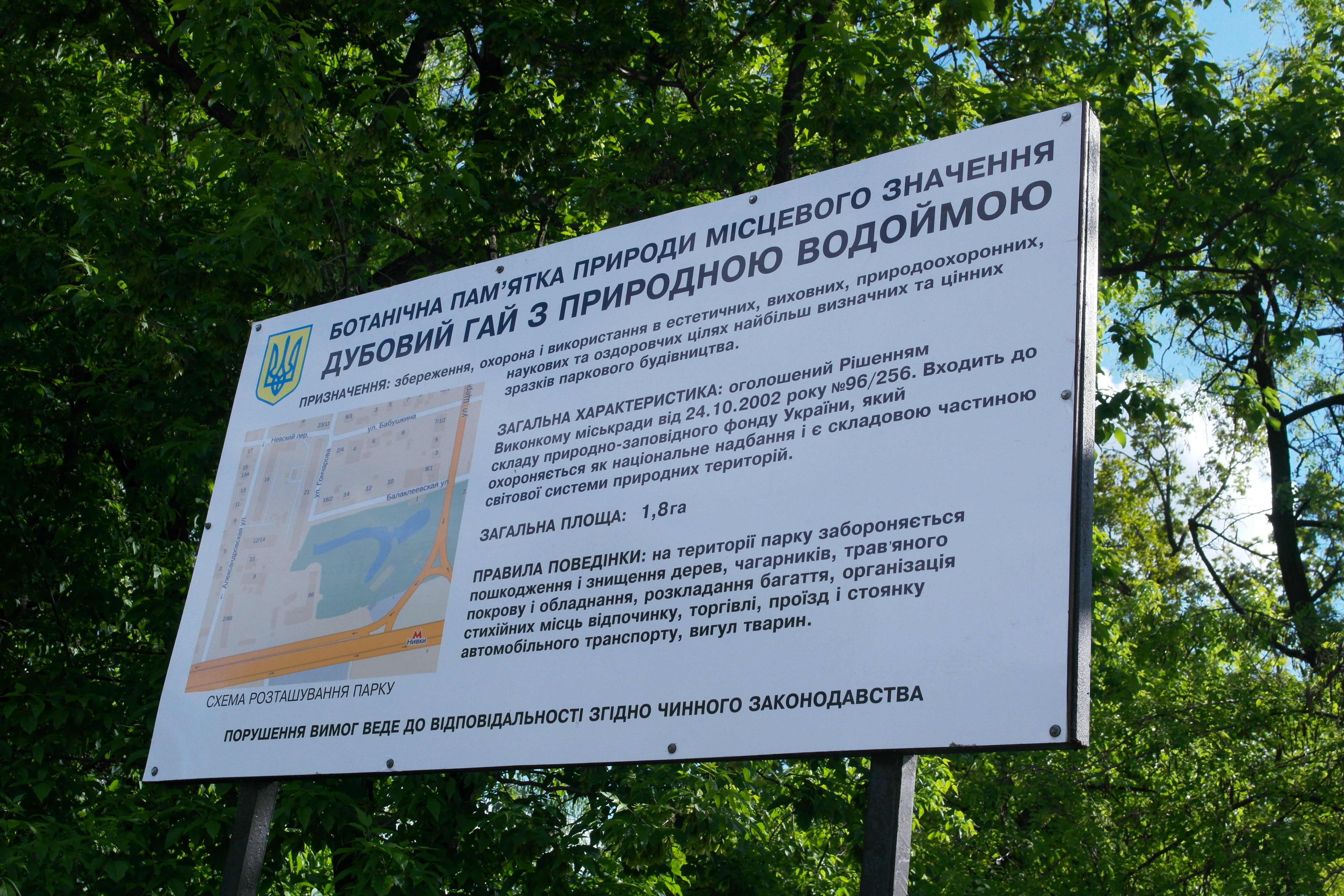